# Мена Массуд
Мена Массуд (англ. Mena Massoud, масрі مينا مسعود; нар. 17 вересня 1991, Каїр, Єгипет) — канадський актор. Він виконав роль Аладдіна у фільмі Гая Річі «Аладдін» (2019). Він також зіграв Терека Кассара в телесеріалі «Джек Райан» (2018).

## Раннє життя та освіта
Народився в сім'ї коптів-християн у Каїрі, Єгипет, та виріс у Маркемі, Канада. 
У початковій школі він зіграв Пітера Пена в шкільній постановці мюзиклу «Пітер Пен». Він спочатку вступив у Торонтський університет на нейронауки, однак відрахувався через рік і вступив в Університет Райерсона на театральне відділення. Він веган та засновник кулінарного тревел-шоу «Evolving Vegan» на IGTV, в якому він відвідав понад 50 веганських та вегетаріанських закладів у десяти різних містах Північної Америки.

## Фільмографія

### Кіно
| Рік  | Назва українською              | Назва англійською  | Роль         | Примітки        |
| ---- | ------------------------------ | ------------------ | ------------ | --------------- |
| 2011 | Що відбувається далі           | What Happens Next  | Джад         | Короткометражка |
| 2014 | Американістан                  | Americanistan      | Мохаммед Алі | Короткометражка |
| 2015 |                                | Let's Pop          | Джон         |                 |
| 2017 | Звичайні дні                   | Ordinary Days      | Оллі Сантос  |                 |
| 2017 | Майстри в злочинності          | Masters in Crime   | Маджид       | Короткометражка |
| 2017 | Останній екзамен               | Final Exam         | Заїд         | Короткометражка |
| 2019 | Керувати цим містом            | Run This Town      | Камал        |                 |
| 2019 | Аладдін                        | Aladdin            | Аладдін      |                 |
| 2019 | Дивно, але факт                | Strange but True   | Чаз          |                 |
| 2023 | Демонічне Різдво               | The Sacrifice Game |              |                 |
| 2023 | Метелик Патрік: на крилах мрії | Butterfly Tale     | Патрік       | Анімаційний     |

### Телебачення
| Рік  | Назва українською    | Назва англійською | Роль                        | Примітки     | Дж.   |
| ---- | -------------------- | ----------------- | --------------------------- | ------------ | ----- |
| 2011 | Нікіта               | Nikita            | Аль-Каїда №2                | 1 епізод     |       |
| 2011 |                      | Poser             | Бреттен Томасон             | 6 епізодів   |       |
| 2011 | Військовий госпіталь | Combat Hospital   | Салман Заваб                | 1 епізод     |       |
| 2011 | 99                   | The 99            | Хафіз / Дейв / Саад (голос) | 25 епізодів  |       |
| 2012 |                      | Cut to the Chase  | Джейсон                     | 7 епізодів   |       |
| 2012 | Кінґ                 | King              | Малік Атасс                 | 1 епізод     |       |
| 2015 | Відкрите серце       | Open Heart        | Джаред Малик                | Головна роль |       |
| 2017 | В надії на порятунок | Saving Hope       | Джастін Срінівасан          | 1 епізод     |       |
| 2018 | Джек Райан           | Jack Ryan         | Тарек Кассар                |              | [ 6 ] |
| 2020 | Помста               | Reprisal          | Ітан Гарт                   | Головна роль | [ 8 ] |

### Відео ігри
| Рік  | Назва        | Роль         | Примітки |
| ---- | ------------ | ------------ | -------- |
| 2016 | Watch Dogs 2 | Різні голоси |          |